# Piejūra

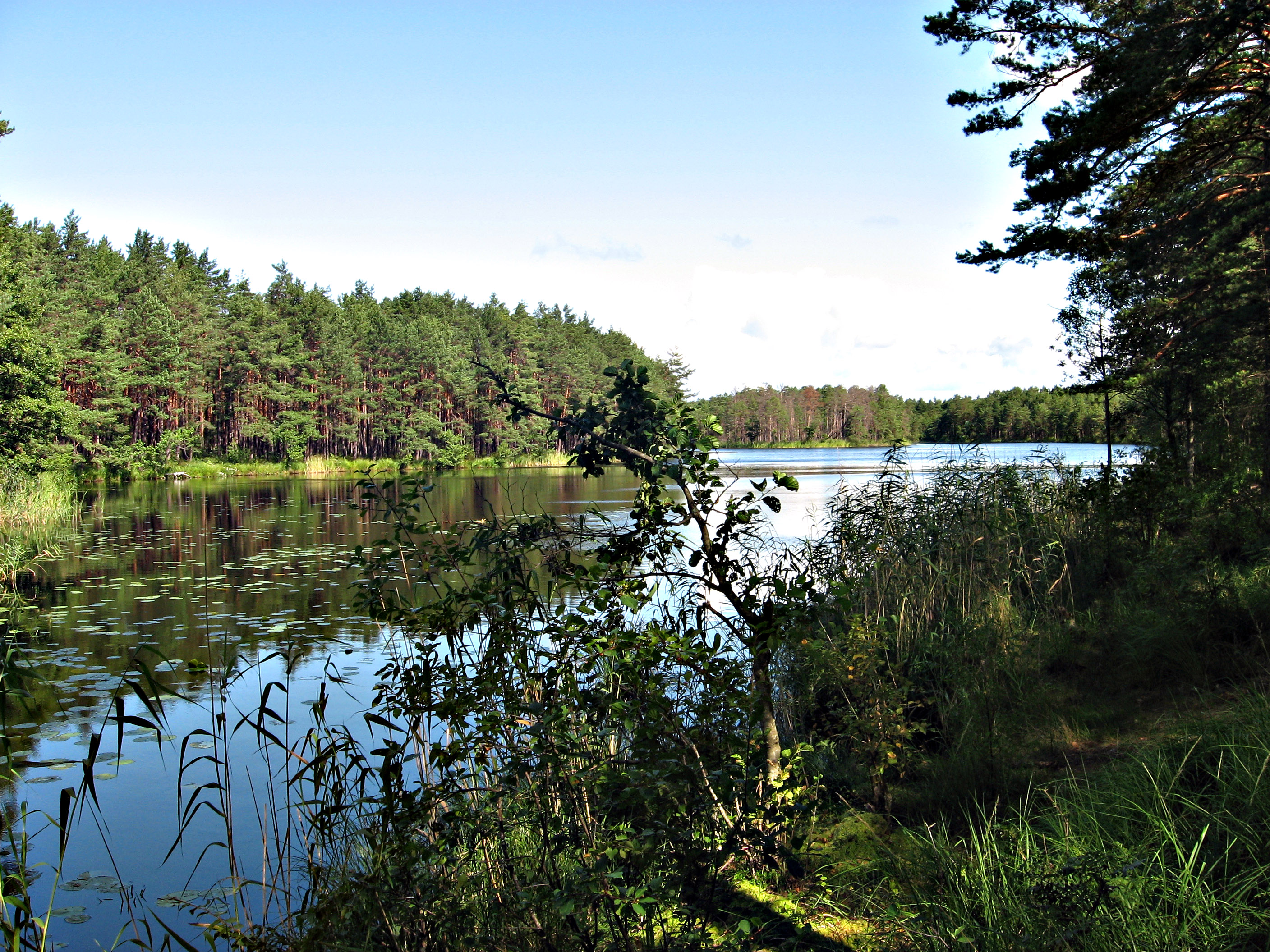
Fragment obszaru

Piejūra – chroniony obszar przyrodniczy (park krajobrazowy) na Łotwie w rejonie statystycznym Pieriga. Ustanowiono go w 1962. Położony jest wzdłuż wybrzeża Zatoki Ryskiej na północ od Rygi. 
W parku występują rzadkie siedliska nadmorskie (wydmy, zalesione wydmy nadmorskie i stare lasy borealne), jeziora mezotroficzne i oligotroficzne. Teren objęty jest obszarem Natura 2000 (LV0301700). 
Badania flory rozpoczęły się w tym rejonie już pod koniec XVIII wieku. W 1894 botanik Kupfer udokumentował znaleziska archeologiczne na wyspie Buļļu. Obszar przybrzeżny tej wyspy był i jest ważnym miejscem odpoczynku dla wędrownych ptaków brodzących i wodnych. Aby zachować lasy wydmowe, wydmy i plażę, w 1962 utworzono tu park przyrody „Seaside” od Vecāķi do ujścia Gauja. W 1993 utworzono rezerwaty Daugavgrīva i Vakarbuļļi. 